# Yes, And?
Yes, And? (englisch für „Ja, und?“) ist ein Lied der US-amerikanischen Popsängerin Ariana Grande. Es wurde am 12. Januar 2024 von Republic Records als erste Single ihres siebten Studioalbums Eternal Sunshine veröffentlicht und avancierte zum Nummer-eins-Hit. Geschrieben und produziert von Grande, Max Martin und Ilya Salmanzadeh, ist das Lied ein House- und Pop-Track mit Ballroom-Elementen. Inhaltlich konzentriert sich das Lied auf Selbstvertrauen und Bewahrung, Überwindung von Negativität und thematisiert auch eine Reihe negativer Presse, die Grande zwischen 2020 und 2023 erhalten hat.

## Hintergrund und Promotion
Grande deutete die Veröffentlichung ihres siebten Albums in einem Beitrag auf ihrem Instagram-Profil im Oktober 2023 an und scherzte, dass der Albumtitel „Goat Mother“ sei. In dem Beitrag waren Bilder des schwedischen Produzenten und langjährigen Mitarbeiters Max Martin enthalten. Am 7. und 17. Dezember 2023 teilte sie Fotos und Clips von sich und Mitgliedern ihres Teams, die Audiodateien in Aufnahmestudios bearbeiteten. Grande bestätigte eine Albumveröffentlichung für 2024 über ihre sozialen Medien am 27. Dezember.
Am 4. Januar 2024 wurde Grande in der Öffentlichkeit fotografiert, wie sie einen individuellen Pullover trug, auf dem „Yes, And?“ stand, um den Titel der Leadsingle anzudeuten, was sie zuvor bereits für ihre Sweetener-Leadsingle „No Tears Left to Cry“ (2018) getan hatte. Grande kündigte später das Lied offiziell über ihre sozialen Medien an. Jem Aswad von Variety meinte, dass der Ausdruck „Yes, And?“ ein Nachfolger von „thank u, next“, dem Titel ihres fünften Studioalbums (2019) und dessen Leadsingle (2018), sei.
Der Track war zum Kauf und Streamen über 14 digitale Versionen verfügbar: seine Originalversion, eine Edit-Version, eine Extended-Mix-Version, eine A-cappella-Version und verlangsamte und beschleunigte Mixe, jeweils in sauberen und expliziten Optionen, sowie Instrumental- und Extended-Mix-Instrumentalversionen.

## Rezensionen
Das Lied wurde bei seiner Veröffentlichung von Kritikern gelobt. In einer Rezension für NME beschrieb Sophie Williams das Lied als „eine melodische Auseinandersetzung, die auf eine überaktive Gerüchteküche reagiert“ und stellte fest, dass es „Grande in ihrer wahrsten Form präsentiert: ein fehlerhafter, aber ehrlicher Mensch, der bestrebt ist, ihre eigene Erzählung zu besitzen und voranzuschreiten“. Anna Gaca schrieb für Pitchfork, das Lied sei ein „leichtfüßiger Tanz-Shuffle mit einigen stacheligen Worten für die Kritiker“ und schlug vor, dass der „Theater-Slogan“-Titel des Tracks eine Antwort auf die Kritik an Grandes anhaltender Beziehung zu ihrem Wicked-Co-Star Ethan Slater ist.
Amrit Virdi von CLASH stellte fest, dass „bei 'ja, und?' ihre kontrollierten Harmonien und Pfeiftöne durch die Tanzpausen weben, während die geschichtete Produktion hilft, starke Ad-Libs gegen Ende des Tracks hinzuzufügen […] Und der Refrain des Liedes ist unglaublich eingängig – ich kann definitiv sehen, dass es im Club gespielt und geschätzt wird.“ Helen Brown von The Independent schrieb, dass die Stimme der Sängerin „einen süßen, leichten, schimmernden Ton“ annimmt und „sanft und flüchtig“ ist; sie bemerkte auch die „'Vogue'-Formel in der Struktur des Tracks“, mit „einem gesprochenen Wort, Glockenschlägen und einer von Handklatschen begleiteten Sektion“.
Einige Musikkritiker verglichen das Lied mit der Ballroom-Atmosphäre des siebten Studioalbums von Beyoncé, Renaissance, insbesondere der Leadsingle „Break My Soul“.
In einer Rezension für Vulture schrieb Quinn Moreland, dass „der Track einen Disco-lite-Groove umarmt, durchzogen von gelegentlichen funkelnden, kaskadierenden Synthie-Linien, die wahrscheinlich die Popmusik nach Renaissance dominieren werden.“ Laura Snapes von The Guardian lobte die „unwiderstehlich sprudelnde und geschmeidige“ Produktion, mit „bewusster Anspielung auf Madonnas 'Vogue' so köstlich wie ein verbotener Donut“, und „ein Zeichen, dass der Mainstream-Pop nach Renaissance House in seiner reinsten Form annimmt“.

## Kommerzieller Erfolg

### Chartplatzierungen
Yes, And? avancierte unter anderem zum Nummer-eins-Hit in der Schweiz sowie den Vereinigten Staaten. Darüber hinaus debütierte es auch auf Rang eins der Billboard Global 200 sowie der Billboard Global excl. US. Es führte beide Charts für zwei aufeinanderfolgende Wochen an. In den Global 200 wurde es Grandes dritte Nummer-eins-Single nach Positions (2020) und dem Remix von Save Your Tears (2021).
| ChartsChartplatzierungen       | Höchstplatzierung | Wochen |
| ------------------------------ | ----------------- | ------ |
| Deutschland (GfK)              | 8 (13 Wo.)        | 13     |
| Österreich (Ö3)                | 3 (11 Wo.)        | 11     |
| Schweiz (IFPI)                 | 1 (12 Wo.)        | 12     |
| Vereinigte Staaten (Billboard) | 1 (13 Wo.)        | 13     |
| Vereinigtes Königreich (OCC)   | 2 (15 Wo.)        | 15     |

| ChartsJahrescharts (2024)      | Platzierung |
| ------------------------------ | ----------- |
| Vereinigte Staaten (Billboard) | 92          |
| Vereinigtes Königreich (OCC)   | 45          |

### Auszeichnungen für Musikverkäufe
Nach Veröffentlichung erreichte das Lied innerhalb der ersten 24 Stunden auf Spotify weltweit über 11 Millionen Streams, was Grandes größtes Debüt auf dieser Plattform markierte. In der ersten Verkaufswoche erzielte das Lied über 94,4 Millionen Streams und 67.000 Verkäufe weltweit, davon entfallen 68 Millionen Streams und 26.000 Verkäufe außerhalb der Vereinigten Staaten.
| Land/Region                  | Auszeichnungen für Musikverkäufe (Land/Region, Auszeichnung, Verkäufe) | Verkäufe  |
| ---------------------------- | ---------------------------------------------------------------------- | --------- |
| Belgien (BRMA)               | Gold                                                                   | 20.000    |
| Brasilien (PMB)              | 3× Platin                                                              | 120.000   |
| Dänemark (IFPI)              | Gold                                                                   | 45.000    |
| Frankreich (SNEP)            | Platin                                                                 | 200.000   |
| Italien (FIMI)               | Gold                                                                   | 50.000    |
| Kanada (MC)                  | 2× Platin                                                              | 160.000   |
| Neuseeland (RMNZ)            | Gold                                                                   | 15.000    |
| Norwegen (IFPI)              | Gold                                                                   | 30.000    |
| Polen (ZPAV)                 | Platin                                                                 | 50.000    |
| Portugal (AFP)               | Gold                                                                   | 5.000     |
| Schweiz (IFPI)               | Gold                                                                   | 15.000    |
| Spanien (Promusicae)         | Gold                                                                   | 30.000    |
| Ungarn (MAHASZ)              | Gold                                                                   | 2.000     |
| Vereinigte Staaten (RIAA)    | Platin                                                                 | 1.000.000 |
| Vereinigtes Königreich (BPI) | Platin                                                                 | 600.000   |
| Zentralamerika (CFC)         | Gold                                                                   | 35.000    |
| Insgesamt                    | 10× Gold · 9× Platin ·                                                 | 2.377.000 |

Hauptartikel: Ariana Grande/Auszeichnungen für Musikverkäufe